# 香山公主
香山公主（1598年—1599年），名朱轩嬁，明朝公主，明神宗第九女，母亲是李德嫔。
公主万历二十六年十月生，万历二十七年正月庚戌被其父明神宗赐名轩嬁，六月庚寅即夭折，享年还不到一周岁。可能因为万历帝的子女早殇、早亡者过多，香山公主未入葬金山的皇族园寝。十月，香山公主安葬于新擇的墓園洪達嶺。